# Memoriał Władysława Pietrzaka
Memoriał Władysława Pietrzaka – prawdopodobnie jedyny na świecie żużlowy memoriał, który corocznie organizowany jest na innym torze, w innym mieście. Zawody organizowane są przez Warszawskie Towarzystwo Speedwaya w celu uczczenia pamięci o wielkiej postaci, która uznawana jest za twórcę współczesnego, polskiego sportu żużlowego, a w przeszłości brała udział m.in. w Powstaniu Warszawskim. Pierwsza edycja Memoriału odbyła się w 2011 roku w Pile, a triumfował w niej Piotr Pawlicki, reprezentujący wówczas barwy WTS Nice Warszawa. Marzeniem organizatorów oraz rodziny jest organizacja tego turnieju na torze żużlowym w Warszawie. Głównym organizatorem jest Wojciech Jankowski.
W większości edycji biorą udział młodzieżowcy, do 21 lat z Polski, Czech, Łotwy, Rosji, Niemiec, Ukrainy i Australii. W 2019 zawody odbyły się w nietypowej formule, w której zawodnicy rywalizowali na wylosowanych przed turniejem jednakowych silnikach dwuzaworowych. W 2020 roku zmagania odbyły się na torze w Krośnie na motocyklach o pojemności 250cc. Zwyciężył wówczas Oskar Paluch, reprezentant Stali Gorzów Wielkopolski.
Memoriał odbywa się zwyczajowo pod patronatem dyrektora Muzeum Powstania Warszawskiego. Nad organizacją zawodów czuwa Polski Związek Motorowy oraz Główna Komisja Sportu Żużlowego.